# Bopyrissa fraissei
Bopyrissa fraissei is een pissebed uit de familie Bopyridae. De wetenschappelijke naam van de soort is voor het eerst geldig gepubliceerd in 1943 door Carayon.